# ムドガル

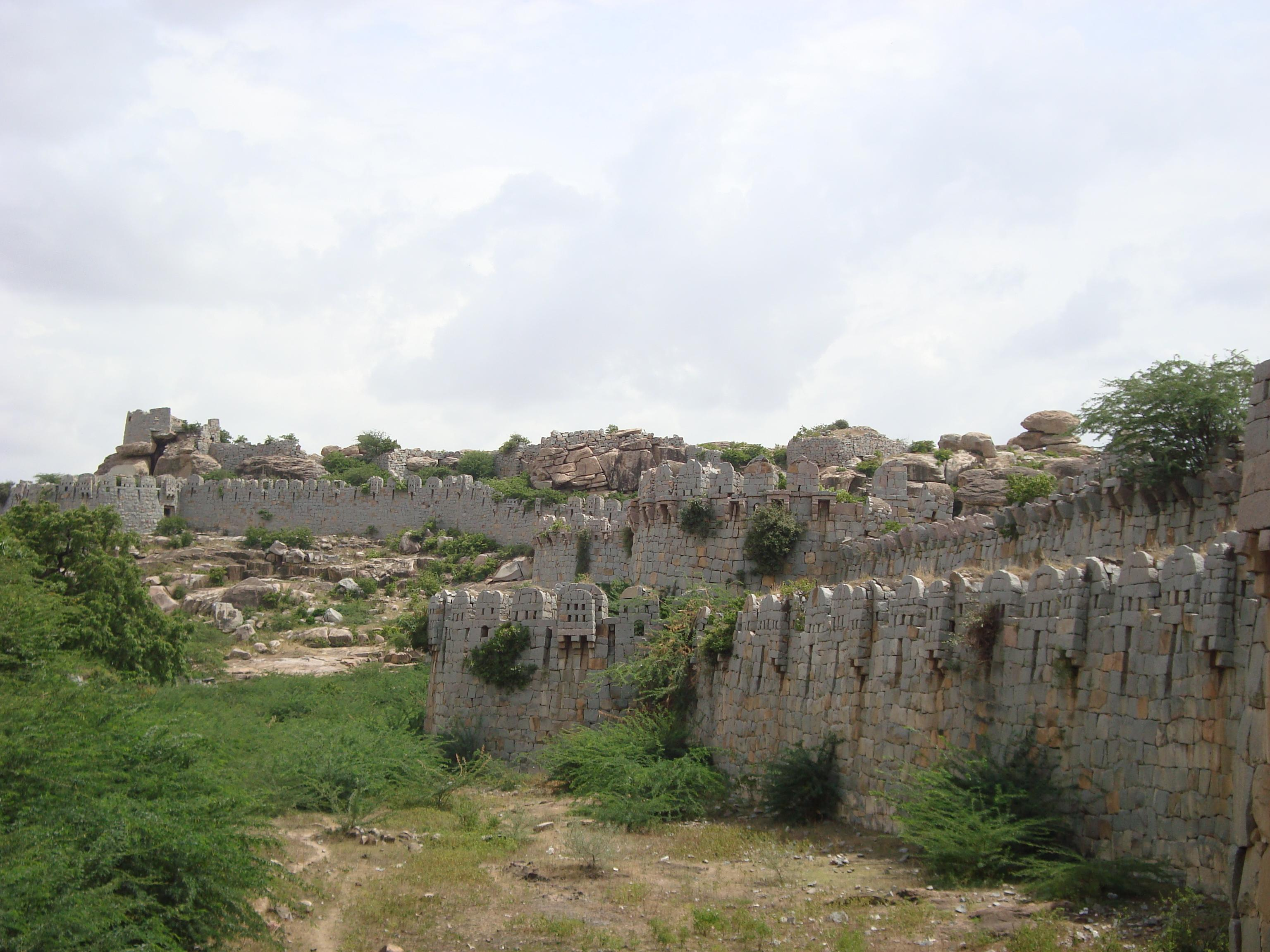
ムドガル城

ムドガル（カンナダ語：ಮುದಗಲ್、Mudgal）は、インドのカルナータカ州、ライチュール県の都市。

## 歴史
ムドガルはヤーダヴァ朝の時代に建設された。
14世紀初頭、ムドガルはヤーダヴァ朝のカーカティーヤ朝に対しての重要な前哨基地とされた。
その後、マリク・カーフールによってデーヴァギリが占領されたのち、ムドガルも占領された。
バフマニー朝とその後継国家ビジャープル王国では、ムドガルはライチュールと合わせ、南の領土として領有された。
15世紀、ムドガルはヴィジャヤナガル王国の領有下にあったが、その地をめぐりバフマニー朝との間に多くの戦が勃発した。

## 人口
2001年の人口統計によると、19,117人である。